# Грлетинец
Грлетинец је насељено место у саставу општине Хум на Сутли у Крапинско-загорској жупанији, Хрватска. До територијалне реорганизације у Хрватској налазио се у саставу старе општине Преграда.

## Становништво
На попису становништва 2011. године, Грлетинец је имао 204 становника.

## Попис1991.
На попису становништва 1991. године, насељено место Грлетинец је имало 240 становника, следећег националног састава:
| Попис 1991.‍ | Попис 1991.‍ | Попис 1991.‍ | Попис 1991.‍ | Попис 1991.‍ |
| ----------- | ----------- | ----------- | ----------- | ----------- |
|             |             |             |             |             |
| Хрвати      | Хрвати      |             | 231         | 96,25%      |
| Словенци    | Словенци    |             | 3           | 1,25%       |
| Срби        | Срби        |             | 1           | 0,41%       |
| непознато   | непознато   |             | 5           | 2,08%       |
| укупно: 240 |             |             |             |             |